# Radehiv, Liuboml
Radehiv (în ucraineană Раде́хів) este localitatea de reședință a comunei Radehiv din raionul Liuboml, regiunea Volînia, Ucraina.

## Demografie
Componența lingvistică a localității Radehiv
     Ucraineană (100%)
Conform recensământului din 2001, toată populația localității Radehiv era vorbitoare de ucraineană (100%).